# Кобченко Олег Олександрович
Оле́г Олекса́ндрович Кобченко (18 лютого 1983, Чернігівська область, Українська РСР — 16 лютого 2015, Чорнухине, Попаснянський район, Луганська область, Україна) — український військовик, учасник війни на сході України, солдат, гранатометник (30-а ОМБр).

## Короткий життєпис
2001 року закінчив київську ЗОШ № 236. Проживав в Голосіївському районі Києва. Мобілізований в червні 2014-го, солдат, 1-й взвод, 7-а рота, 3-й батальйон, 30-а окрема механізована бригада.
15 лютого 2015-го поранений в ноги у бою з терористами під Чорнухиним. Разом із пораненими бійцями 128-ї бригади Кобченка вивозили до шпиталю, колона потрапила під обстріл. Відтоді вважався зниклим безвісти.
У березні 2015 року знайдений серед загиблих на окупованій території, вивезли волонтери. Останнє прощання відбулося 26 березня 2015-го в Києві. Похований в Чернігівській області.
По смерті залишилася мама.

## Нагороди та вшанування
За особисту мужність і героїзм, виявлені у захисті державного суверенітету та територіальної цілісності України, вірність військовій присязі під час російсько-української війни, відзначений — нагороджений
- 27 червня 2015 року — орденом Богдана Хмельницького III ступеня (посмертно).
- в жовтні 2015 року у ЗОШ № 236, де він навчався, відкрито меморіальну дошку його честі.